# Самсон и Далила (филм из 1949)
Самсон и Далила (енгл. Samson and Delilah) је амерички епски љубавно-драмски филм из 1949. године, режисера и продуцента Сесила Б. Демила. Насловне улоге тумаче Виктор Матјур и Хеди Ламар, док су у споредним улогама Џорџ Сандерс, Анџела Ленсбери и Хенри Вилкоксон. Радња прати библијску причу о Самсону, снажном човеку чија се тајна крије у његовој неошишаној коси, и његовој љубави према Далили, жени која га заводи, открива његову тајну и потом га издаје Филистејцима.
Предпродукција филма започета је још 1935, али је главно снимање званично почело тек 1948. године. Сценарио, који су написали Џеси Ласки Млађи и Фредрик М. Френк, а адаптирао Харолд Лам, заснован је на библијској Књизи о судијама, и такође је био инспирисан и романом Самсон Назирит који је написао Владимир Жаботински.
Филм је по изласку био хваљен због своје Техниколор кинематографије, глуме, костима, сценографије и иновативних специјалних ефеката. Након премијере у Њујорку 21. децембра 1949, филм је почео да се приказује у Лос Анђелесу 13. јануара 1950. године. Остварио је огроман комерцијални успех, постао је најгледанији филм 1950. године и трећи најгледанији филм свих времена у време изласка. Био је номинован за пет Оскара, а победу је однео у две категорије: за најбољу сценографију и за најбољу костимографију.

## Радња
Самсон, из израелског племена Дан, који је од рођења под назиритским заветом по налогу своје мајке Хејзелепонт, вођа је и заштитник Данита који живе под влашћу Филистејаца. Планира да се ожени Филистејком по имену Семадар, коју истовремено обасипа пажњом и Атур, војни управник Дана. Док се кришом прикрада њеној кући уочи филистејског лова на лавове, Самсон упознаје Семадарину млађу сестру, Далилу, која му нуди да му помогне да први стигне на ловиште. Самсон јаше с њом до ловишта, али их напада млади лав, кога Самсон убија голим рукама. Филистејска свита стиже са сараном Газе, а Далила им прича о Самсоновом подвигу. Након што поново докаже своју снагу победивши сарановог првака, Самсон затражи саранов благослов да узме Семадар за жену. Саран пристаје, на разочарање и Далиле и Атура.
На свадбеној гозби, Самсон својим гостима задаје загонетку инспирисану борбом са лавом, за опкладу од тридесет одела. Изнервирани тежином загонетке и наговорени од стране Далиле, гости натерају Атура да запрети Семадар како би извукла одговор од Самсона. Семадар у томе успева, а гости понижавају Самсона тачним одговором пред крај свадбе. Бесан, Самсон одлази и напада тридесет Филистејаца како би им узео одећу и исплатио опкладу, али по повратку сазнаје да је Семадарин отац Тувал дао своју ћерку Атуру за жену. Тувал му нуди Далилу као замену, али је Самсон одбија. Када нападне Атура у Семадариним одајама, долази до туче у којој гину и Семадар и Тувал. Самсон се заклиње на освету и одлази да пали филистејска поља. Огрубела од бола и беса, Далила обећава да ће се осветити Самсону.
Самсон, сада прогнаник, наставља своју освету пљачкањем филистејских каравана. Као одговор, саран уводи тешке порезе Данитима, обећавајући да ће их укинути ако му предају Самсона. План успева, и разочарани Данити га предају Атуру и великом одреду филистејске војске. Током заустављања на путу ка Гази, Самсон се моли за снагу и кида своје окове. Преврће Атурову ратну кочију и магарећом вилицом убија велики број филистејских војника.
Док саран и филистејски кнезови размишљају како да поразе Самсона, Далила долази на идеју да га заведе и сазна тајну његове натприродне снаге. Након што га сретне у долини Сорек, Далила проводи дане са њим и на крају сазнаје да је извор његове снаге његова коса. Тражи од њега да побегне с њом, али све пропада доласком Саула и Миријам, Самсонових пријатеља, који му јављају да су му Филистејци заробили и мучили родитеље. Самсон се спрема да пође са њима, али га Далила опија вином и одсеца му косу. Када се пробуди, Самсона хватају Атур и Филистејци, ослепљују га и приморавају на робовски рад.
Далила у почетку ужива у његовом паду, али се каје када сазна да је ослепљен. Мучена грижом савести данима, одлучује да се искупи посетом Самсону у тамници, где откривају да му се снага вратила. Након што се помире, Далила му нуди да га избави, али он сазнаје да ће сутрадан бити изложен руглу у храму Дагона као део јавног понижења и мучења. Одлучује да остане и упозорава Далилу да не долази у храм.
Упркос упозорењу, Далила долази у храм, где изводе Самсона пред масу Филистејаца. Миријам стиже са Саулом и узалудно моли сарана и Далилу да пусте Самсона. Под изговором да га додатно понизи, Далила га, на његов захтев, доводи до два главна стуба храма. Када стане између њих, он јој каже да бежи, али она остаје, сакривена од њега, док се он моли за снагу и разваљује стубове. Стубови се руше, и храм се урушава, сахрањујући Самсона, Далилу и стотине Филистејаца под рушевинама. Саул и Миријам тугују због Самсонове смрти, коментаришући да ће „људи причати његову причу хиљаду година”.

## Улоге
- Хеди Ламар као Далила
- Виктор Матјур као Самсон
- Џорџ Сандерс као Саран од Газе
- Анџела Ленсбери као Семадар
- Хенри Вилкоксон као Атур
- Рас Тамблин као Саул
- Олив Диринг као Миријам
- Едгар Диринг као сакупљач пореза
- Феј Холден као Хејзелепонт
- Џулија Феј као Хајшам
- Вилијам Фарнум као Тубал
- Лејн Чандлер као Тереш
- Морони Олсен као Таргиф
- Франсес Макдоналд као приповедач
- Ви Вили Дејвис као Гармискар
- Џон Милџан као Леш Ласкипш
- Џорџ Ривс као рањени гласник
- Мајк Мазурки као вођа филистејских војника

## Награде и номинације
| Награда       | Категорија                                      | Номиновани                                                      | Исход      | Реф.  |
| ------------- | ----------------------------------------------- | --------------------------------------------------------------- | ---------- | ----- |
| Оскар         | Најбоља сценографија у боји                     | Ханс Драјер, Волтер Х. Тајлер, Самјуел Комер и Реј Мојер        | Освојено   | [ 6 ] |
| Оскар         | Најбоља костимографија у боји                   | Идит Хед, Дороти Џикинс, Елоиз Џенсен, Гил Стил и Гвен Вејклинг | Освојено   | [ 6 ] |
| Оскар         | Најбоља фотографија у боји                      | Џорџ Барнс                                                      | Номинација | [ 6 ] |
| Оскар         | Најбоља музика за драмски или хумористички филм | Виктор Јанг                                                     | Номинација | [ 6 ] |
| Оскар         | Најбољи специјални ефекти                       | Cecil B. DeMille Productions                                    | Номинација | [ 6 ] |
| Златни глобус | Најбоља фотографија у боји                      | Џорџ Барнс                                                      | Номинација | [ 7 ] |